# (2592) Hunan
(2592) Hunan est un astéroïde de la ceinture principale.

## Description
(2592) Hunan est un astéroïde de la ceinture principale. Il fut découvert le 30 janvier 1966 à Nanking par l'observatoire de la Montagne Pourpre. Il présente une orbite caractérisée par un demi-grand axe de 3,12 UA, une excentricité de 0,13 et une inclinaison de 1,3° par rapport à l'écliptique.

## Compléments